# Maria de Matteis
Maria de Matteis (* 6. März 1898 in Florenz, Italien; † 9. Dezember 1988 in Rom) war eine italienische Kostümbildnerin.

## Leben
Die gebürtige Florentinerin hatte ihre künstlerische Ausbildung in ihrer Heimatstadt erhalten und arbeitete anschließend als Illustratorin von Märchenbüchern. Über den arrivierten Bühnenkostümbildner Gino Carlo Sensani knüpfte de Matteis ihren ersten Kontakt zum Theater und wurde seine Assistentin. In den frühen Tonfilmjahren versuchte sie ihr Glück in Cinecittà und assistierte u. a. 1937 bei der aufwendigen Kostümkreation zu dem propagandistisch-tendenziösen Historienstoff „Karthagos Fall“. Erst spät, am Vorabend des Zweiten Weltkriegs, konnte Maria de Matteis erstmals beim Film eigenverantwortlich arbeiten. Rasch avancierte sie zur wichtigsten Vertreterin ihres Fachs in Italien, die in dem kommenden halben Jahrhundert eine Fülle von heimischen und in Italien produzierten, internationalen Film- und zuletzt auch aufwendigen Fernsehproduktionen mit Kostümen versorgte. In diesen Jahrzehnten kooperierte sie mit einigen der bedeutendsten Regisseure ihrer Zeit, darunter Luchino Visconti, Alberto Lattuada, Orson Welles, Jean Renoir, Mario Soldati, Carmine Gallone, King Vidor, Martin Ritt, Richard Fleischer, John Huston und Sergej Bondartschuk.
Trotz ihrer intensiven Filmtätigkeit blieb de Matteis auch weiterhin dem Theater verbunden, wo sie u. a. erneut mit Visconti und darüber hinaus auch mit Franco Zeffirelli und Giorgio Strehler zusammenarbeitete und klassische Theaterproduktionen wie Shakespeares Troilus und Cressida, Colettes “Gigi”, Molières Der Geizige und “Iphigenie bei den Taurern” von Euripides kostümtechnisch und bisweilen auch szenenbildnerisch betreute. Erst im Alter von 87 Jahren zog sie sich ins Privatleben zurück.

## Auszeichnungen
Maria de Matteis wurde mit zahlreichen Auszeichnungen bedacht und für weitere Preise nominiert. Darunter fallen:
- 1953: Silbernes Band für Die goldene Karosse
- 1957: Oscar-Nominierung für Krieg und Frieden
- 1961: Silbernes Band für Gastone
- 1971: British Academy Film Award für Waterloo
- 1986: Primetime Emmy für Christopher Columbus

## Filmografie
für den Kinofilm, wenn nicht anders angegeben
- 1939: Le educande di Saint-Cyr
- 1939: Il marchese di Ruvolito
- 1940: Don Pasquale
- 1940: Giù il sipario
- 1941: I pirati della Malesia
- 1941: Piccolo mondo antico
- 1942: Malombra
- 1942: Don Cesare di Bazan
- 1942: Sissignora
- 1942: Ossessione – Von Liebe besessen (Ossessione)
- 1943: Enrico IV
- 1944: La donna della Montagna
- 1944: Zazà
- 1946: Mio figlio professore
- 1946: Il paese senza pace
- 1947: La figlia del capitano
- 1947: Vanità
- 1947: Addio Mimí!
- 1948: L'ultima cena
- 1948: Guarany
- 1948: Guglielmo Tell
- 1948: Die Mühle am Po (Il mulino del Po)
- 1949: Vespro siciliano
- 1949: Patto col diavolo
- 1950: Toselli-Serenade (Romanzo d'amore)
- 1950: Mönch und Musketier (Il figlio di d'Artagnan)
- 1951: Io sono il Capataz
- 1951: Lorenzaccio
- 1951: Wunder einer Stimme – Enrico Caruso (Enrico Caruso, leggenda di una voce)
- 1951: Othello
- 1952: Die goldene Karosse (La carrozza d'oro)
- 1952: Stadt ohne Moral (Processo alla città)
- 1952: La fiammata
- 1952: Auf des Degens Spitze (A fil di spada)
- 1953: Aida
- 1953: Schade, daß du eine Kanaille bist (Peccato che sia una canaglia)
- 1953: Casa Ricordi
- 1954: Karussell Neapel (Carosello napoletano)
- 1954: So geht’s im Leben (Questa è la vita)
- 1954: Casanova – seine Lieben und Abenteuer (Le avventure di Giacomo Casanova)
- 1954: Gran varietà
- 1954: Casta Diva
- 1955: Wandel des Herzens (La vena d’oro)
- 1956: Krieg und Frieden (War and Peace)
- 1956: Tosca
- 1957: Heiße Küste (La diga sul Pacifico)
- 1958: Sturm im Osten (La tempesta)
- 1958: Fortunella
- 1959: Die Vergeltung des roten Korsaren (Il figlio del corsaro rosso)
- 1959: Jovanka und die anderen (Jovanka e le altre)
- 1960: Maciste, der Rächer der Pharaonen (Maciste nella valle dei re)
- 1960: Gastone
- 1960: Das Spukschloß in der Via Veneto (Fantasmi a Roma)
- 1961: Barabbas (Barabba)
- 1961: Ein sonderbarer Heiliger (The Reluctant Saint)
- 1962: La città prigioniera
- 1964: Casanova ’70
- 1965: Unser Mann in Rio (Se tutte le donne del mondo / Operazione paradiso)
- 1965: Die Bibel (La bibbia)
- 1966: Das Mädchen und der General (La ragazza e il generale)
- 1967: Vita di Cavour (Fernsehfilm)
- 1968: Fräulein Doktor
- 1969: Fünf Hundesöhne (Cinque figli di cane)
- 1970: Waterloo
- 1975: Prete, fai un miracolo
- 1982: Giuseppe Verdi – Eine italienische Legende (Verdi) (neunteiliger Fernsehfilm)
- 1985: Christopher Columbus (Fernsehmehrteiler)